# La Serpent
La Serpent é uma comuna francesa na região administrativa de Occitânia, no departamento de Aude. Estende-se por uma área de 9,59 km². Em 2010 a comuna tinha 97 habitantes (densidade: 10,1 hab./km²).